# Dictionnaire patois-français du département de l'Aveyron
Le Dictionnaire patois-français du département de l'Aveyron est un glossaire de l'occitan rouergat rédigé en français par l'abbé Aimé Vayssier et publié pour la première fois en 1879 par la Société des lettres, sciences et arts de l'Aveyron.
Issu d'une décennie de travail, le dictionnaire inclut, outre les définitions en français des termes présentés, de nombreuses variantes dialectales, indications étymologiques et comparatives, expressions et exemples d'utilisation. Il est écrit dans une graphie phonétique élaborée par l'auteur et basée sur l'orthographe française, proche de la graphie mistralienne (finalisée ultérieurement).
Il s'agit du premier travail lexicographique consacré aux parlers vernaculaires aveyronnais et reste le plus complet réalisé à ce jour. Il a été amplement repris par Frédéric Mistral dans Lou Tresor dóu Felibrige et est encore utilisé dans des travaux de normalisation actuels,.
Le livre contient une notice biographique sur l'Abbé Aimé Vayssier par l'Abbé H. Truel supérieur du petit-séminaire de Saint-Pierre.
L'introduction contient également une étude sur les patois en général et sur celui du Rouergue en particulier datée du 24 mai 1873. Cette étude comporte un résumé de grammaire, expose les choix faits par l'auteur pour la graphie de la langue. Elle examine les reproches que l'on fait au patois mais aussi ses mérites.